# Försvarsmedicincentrum
Försvarsmedicincentrum (FömedC) är ett försvarsmaktsgemensamt centrum inom Försvarsmakten som verkat i olika former sedan 1906. Förbandsledningen är förlagd i Göteborgs garnison i Göteborg.

## Historik
Försvarsmedicincentrum har sina rötter ur Arméförvaltningens sjukvårdsstyrelse som bildades 1906. Arméförvaltningens sjukvårdsstyrelse förvaltade bland annat de garnisonssjukhus som då fanns i Sverige. Den 1 januari 1944 omorganiserades styrelsen till Försvarets sjukvårdsförvaltning (FSF). År 1949 antogs namnet Försvarets sjukvårdsstyrelse. Den 1 juli 1959 upphävdes instruktionen (SFS 1943:887) för Försvarets sjukvårdsförvaltning, vilket bland annat medförde att landstingen övertog driften av garnisonssjukhusen samt vården av patienterna inom försvaret.
Under 1970-talet omlokaliserades Försvarets sjukvårdsstyrelse från Stockholm till Karlstad. I samband med att Försvarsmakten inrättades som en samlade myndighet, kom Försvarets sjukvårdsstyrelse upplösas i sin dåvarande form. Och i dess ställe bildades från den 1 juli 1994 Försvarets sjukvårdscentrum. Försvarets sjukvårdscentrum bildades av Försvarets sjukvårdsstyrelse (SjvS) i Karlstad, Försvarets sjukvårdshögskola (FSjvHS) i Stockholm, samt delar av Underhållsskolan (US) i Skövde och Marinens sjukvårdsskola (MSjvS) i Göteborg.
Inför försvarsbeslutet 2004 föreslog regeringen för riksdagen att Försvarets sjukvårdscentrum skulle omlokaliseras från Hammarö till Göteborg. Bakgrunden var att Artilleriregementet (A 9) i Kristinehamn föreslogs omlokaliseras till Bodens garnison. Därmed skulle Försvarets sjukvårdscentrum bli en solitär i Värmland, något som regeringen ansåg skulle fördyra Försvarsmaktens långsiktigt sammantagna verksamhet. I regeringens proposition föreslogs en avveckling av Älvsborgs amfibieregemente (Amf 4), därmed skulle Försvarets sjukvårdscentrum kunna nyttja den frigjorda utbildningskapaciteten i Göteborg. Att Göteborg föreslogs som ny förläggningsplats var även delvis med bakgrund i en utredning (SOU 1992:101) om lednings- och myndighetsorganisationen för försvaret (LEMO). Utredningen hade bland annat tittat på Försvarsmaktens hälso- och sjukvård. Och de argument som fördes fram då ansåg regeringen till stor del fortfarande var giltiga. Bland annat att det argument som utredningen hade fört fram 1992, att verksamheten kunde bedrivas på alla de tre aktuella orterna, det vill säga Göteborg, Solna och Karlstad. Den 1 januari 1998 antog centrumet Försvarsmaktens sjukvårdscentrum.
Från den 1 september 2005 började Försvarsmaktens sjukvårdscentrum verka i Göteborg. Kvar i Hammarö kvarstod en avvecklingsorganisation, vilken verkade där fram till den 31 december 2005. Från den 1 januari 2006 verkade hela centrumet i Göteborg, samtidigt tillkom Elfsborgsgruppen som en del av Försvarsmaktens sjukvårdscentrum. Detta då Södra militärdistriktet (MD S) upplöstes och avvecklades den 31 december 2005. Som en ytterligare besparing och samordning föreslog Försvarsmakten i juni 2006 att Försvarsmaktens sjukvårdscentrum skulle omorganiseras genom att Flygmedicincentrum (FMC) och Dyk- och Navalmedicin (DNC)  skulle inordnas i Försvarsmaktens sjukvårdscentrum (FSC). Den nya organisationen skulle gälla från den 1 januari 2007, och samtidigt antog Försvarsmaktens sjukvårdscentrum namnet Försvarsmedicincentrum (FömedC).
Den 1 januari 2013 bildades fyra militärregioner, där Västra militärregionen underställdes chefen för Skaraborgs regemente, men löd under chefen insatsledningen i Högkvarteret avseende markterritoriell ledning i fred, kris och krig. Chefen för Elfsborgsgruppen var dock fortfarande underställd chefen Försvarsmedicincentrum gällande produktionsledning av hemvärnsförbanden samt insatsledning inom utbildningsgruppernas geografiska område. Den 1 januari 2018 delades dock ledningen av Skaraborgs regemente och Västra militärregionen, det genom att en separat chefsbefattning för Västra militärregionen tillsattes. Vidare underställdes staben Västra militärregionen i ledningsfrågor direkt chefen insatsledningen i Högkvarteret. I Försvarsmaktens budgetunderlag till regeringen för 2020 föreslogs att de fyra militärregionala staberna från 1 januari 2020 skulle inrättas som egna organisationsenheter. Cheferna för militärregionstaberna föreslogs i sin tur underställas rikshemvärnschefen avseende produktion av utbildningsgrupper och hemvärnsförband. Detta medförde att utbildningsgrupperna överfördes organisatoriskt från ett utbildningsförband till de fyra militärregionala staberna. I regeringens proposition framhöll dock regeringen att den militära regionala indelningen kunde komma att justeras, det beroende på utfallet av utredningen "Ansvar, ledning och samordning inom civilt försvar" (dir. 2018:79). För Försvarsmedicincentrum innebar denna förändring att Elfsborgsgruppen överfördes till Västra militärregionen från och med den 1 januari 2020.
Den 1 juli 2020 bildades Försvarsmaktens stridsskola för Försvarsmedicin (FSS), i dagligt tal benämnd Försvarsmedicinsstridsskolan. Den 4 september 2020 genomfördes en ceremoniell fanöverlämning, där chef för Försvarsmedicincentrum, överste Peter Fredriksson, överlämnade 1.- 2. sjukhuskompanierna till chefen för Försvarsmedicinsstridsskolan, överstelöjtnant Karin Eriksson. 
I samband med att Älvsborgs amfibieregemente återetablerades den 1 oktober 2021, överlämnades garnisonschefskapet över Göteborgs garnison från Försvarsmedicincentrum till Älvsborgs amfibieregemente, något som i praktiken innebär att Älvsborgs amfibieregemente från dag ett innefattade nära 600 medarbetare och 300 värnpliktiga.

## Verksamhet
När centrumet bildades som Försvarets sjukvårdscentrum bestod det av 75 anställda varav drygt hälften är militärer. Centrumet utbilda värnpliktiga läkare och sjuksköterskor till krigsorganisationen, samt sjukvårdpersonal till utlandsstyrkan. Försvarsmedicincentrum har som uppgift att förse Försvarsmakten med hälso- och sjukvårdsförband. Från hösten 2021 antog Försvarsmedicincentrum en ny organisation och består av en stab, en försvarsmedicinsk stridsskola, samt en sjukhusbataljon. Dessutom finns ett detachement för flygmedicin i Linköping.

## Ingående enheter

### Försvarsmedicinsstridsskolan
Försvarsmedicinsstridsskolan bildades den 1 juli 2020 och är en enhet för utveckling.

### Sjukhusbataljonen
Sjukhusbataljonen är en bataljon bestående av en stab, ett traumakompani, samt Första sjukhuskompaniet och Andra sjukhuskompaniet.

## Förläggningar och övningsplatser

### Förläggningar
Försvarsmedicincentrum och dess föregångare var fram till 1976 förlagda i Stockholms garnison. Från 1976 flyttades Försvarets sjukvårdsstyrelse till Karlstad, och lokaliserades till fastighetskomplexet Karolinen i centrala Karlstad. I samband med att Försvarets sjukvårdsstyrelse omorganiserades och bytte namn till Försvarets sjukvårdscentrum, kom centrumet att förläggas till Sätterstrand i Hammarö kommun. Sätterstrand hade sedan 1960-talet varit ett vårdhem. I Hammarö förfogade centrumet över ett 20-tal byggnader. Åren 2003 bygges ett nytt stort förråd och en så kallad spökstad byggdes för att träna i realistiska miljöer, vilket motsvarade en investeringen på cirka 20 miljoner kronor. Efter att Försvarsmakten lämnade området i Hammarö, har området utvecklats till en företagsby med inriktning på affärsutveckling.
När centrumet omlokaliserades till Göteborg, övertogs det kasernområde som 1942 uppfördes i Västra Frölunda åt Älvsborgs kustartilleriregemente (KA 4). Och som övertogs den 1 juli 2000 av Älvsborgs amfibieregemente (Amf 4). Efter att Älvsborgs amfibieregemente upplöstes och avvecklades genom försvarsbeslutet 2004, övertog Försvarsmaktens sjukvårdscentrum kasernområdet.

### Detachement
Försvarsmedicincentrum har sedan den 1 januari 2007 ett detachement i Linköping. Detta efter att Flygmedicincentrum upplöstes och avvecklades och att dess verksamhet inordnades i Försvarsmedicincentrum.

### Övningsplatser
Försvarsmedicincentrum förvaltade åren 2005–2021 två skjutfält i Göteborgsregionen. Sisjöns skjutfält förvaltades dock av Skaraborgs regemente. Den 5 september 2019 överlämnade chefen för Marinbasen kommendör Håkan Nilsson förvaltningsansvaret för två skjutfält och garnisonsansvaret för Gullmarsbasen till chefen för Försvarsmedicincentrum överste Peter Fredriksson. Bakgrund och anledning var att det närmsta förbandet ska ansvar över skjutfält och garnisonsansvar för förband på det geografiska närområdet. I samband med att Älvsborgs amfibieregemente återetablerades övertog Älvsborgs amfibieregemente förvaltningsansvaret för de två skjutfält samt garnisonsansvaret för Gullmarsbasen.

## Heraldik och traditioner

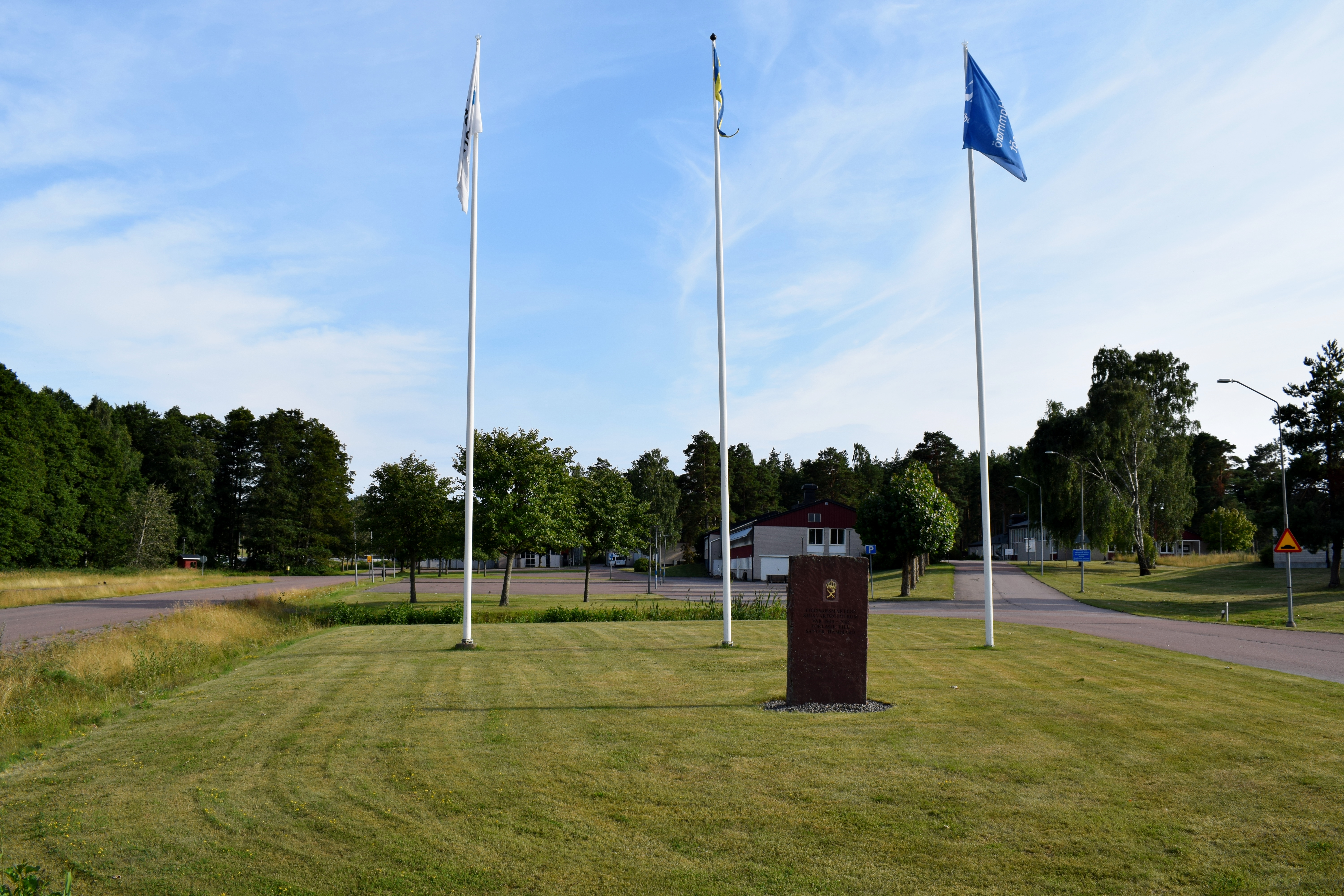
Minnessten över Försvarsmaktens sjukvårdscentrum som var åren 1994–2005 förlagt till Sätter, Hammarö.

Försvarets sjukvårdscentrum antog "Donaugruss" som marsch, en marsch som tidigare tillhört Värmlands fältjägarkår.
Det vapen som bärs av Försvarsmedicincentrum antogs av Försvarets sjukvårdscentrum. Vapnet saknar dock ett stående svärd bakom skölden, likt det Trängregementet har för att påvisa att förbandet tillhör hela Försvarsmakten och inte någon speciell försvarsgren.
Den 1 januari 1998 antogs valspråket "Vita praeponitur" (Vi sätter livet främst).
Försvarsmedicincentrum för sedan 2007 traditionerna vidare för Älvsborgs regemente (I 15), Försvarsmaktens sjukvårdscentrum (FSC) och Flygmedicincentrum (FMC). Traditionerna för Älvsborgs regemente förs sedan 1 juli 2013 vidare och förvaltas av hemvärnsbataljonerna ingående i Elfsborgsgruppen.
År 2011 instiftades Försvarsmedicincentrum silverförtjänstmedalj i guld och silver (FömedCGM/SM).
Första- och Andra sjukhuskompaniets fanor anknyter med sin röda färg till Försvarsmedicincentrum samt dess vapen i övre högra hörn. Symbolerna på fanorna symboliserar skansarna Westgötha Leijon och Kronan, vilket samtidigt påvisar kompaniernas anknytning till Göteborg.

## Förbandschefer
Fram till den 30 juni 1994 var Generalläkaren tillika medicinalkårchef samt chef för Försvarets sjukvårdsstyrelse. 

- 1944–1952: David Lindsjö
- 1952–1964: Carl Erik Groth
- 1964–1974: Carl-Johan Clemedson
- 1975–1981: Åke Lindgren
- 1979–1980: Bo Rybeck [d]
- 1981–1985: Bo Rybeck
- 1985–1994: Konteramiral Björn Zetterström[20]
- 1994-07-01–1999-04-30: Kommendör Tomas Wilén
- 1999-05-01–2001-06-30: Överste Tommy W. Johansson
- 2001-07-01–2005-05-31: Överste Eskil Dalenius
- 2005-06-01–2006-12-31: Överste Bo Andersson
- 2007–2007: Överste Bo Andersson
- 2007–2010-12-31: Kommendör Lennart Bengtsson
- 2011-01-01–2011-03-31: Överste Leif Härdig [e]
- 2011-04-01–2014-05-28: Överste Mikael Åkerström[21]
- 2014-05-28–2014-09-30: Överste Leif Härdig [f]
- 2014-10-01–2018-09-30: Överste Peter Adolfsson [g]
- 2018-09-01–2022-10-31: Överste Peter Fredriksson [h]
- 2022-11-01–2023-05-30: Överstelöjtnant Göran Sandström [i]
- 2023-06-01–20xx-xx-xx: Överste Malin J Ekenberg [j]

## Namn, beteckning och förläggningsort
| Kungl. Arméförvaltningens sjukvårdsstyrelse | 1906-??-?? | – | 1943-12-31 |
| Försvarets sjukvårdsförvaltning             | 1944-01-01 | – | 1949-06-30 |
| Försvarets sjukvårdsstyrelse                | 1949-07-01 | – | 1994-06-30 |
| Försvarets sjukvårdscentrum                 | 1994-07-01 | – | 2000-06-30 |
| Försvarsmaktens sjukvårdscentrum            | 2000-07-01 | – | 2006-12-31 |
| Försvarsmedicincentrum                      | 2007-01-01 | – |            |

| KASS   | 1906-??-?? | – | 1943-12-31 |
| FSF    | 1944-01-01 | – | 1949-06-30 |
| SjvS   | 1949-07-01 | – | 1994-06-30 |
| FSC    | 1994-07-01 | – | 2006-12-31 |
| FömedC | 2007-01-01 | – |            |

| Stockholms garnison (F)          | 1906-??-?? | – | 1976-??-?? |
| Karlstads garnison/Karolinen (F) | 1976-??-?? | – | 1994-06-30 |
| Karlstads garnison/Hammarö (F)   | 1994-07-01 | – | 2005-12-31 |
| Göteborgs garnison (F)           | 2005-09-01 | – |            |
| Linköping (D)                    | 2007-01-01 | – |            |
| Göteborgs skärgårdsskjutfält (Ö) | 2019-09-05 | – | 2021-09-30 |
| Bråts skjutfält (Ö)              | 2019-09-05 | – | 2021-09-30 |
| Skredsviksbasen (D)              | 2019-09-05 | – | 2021-09-30 |

## Galleri

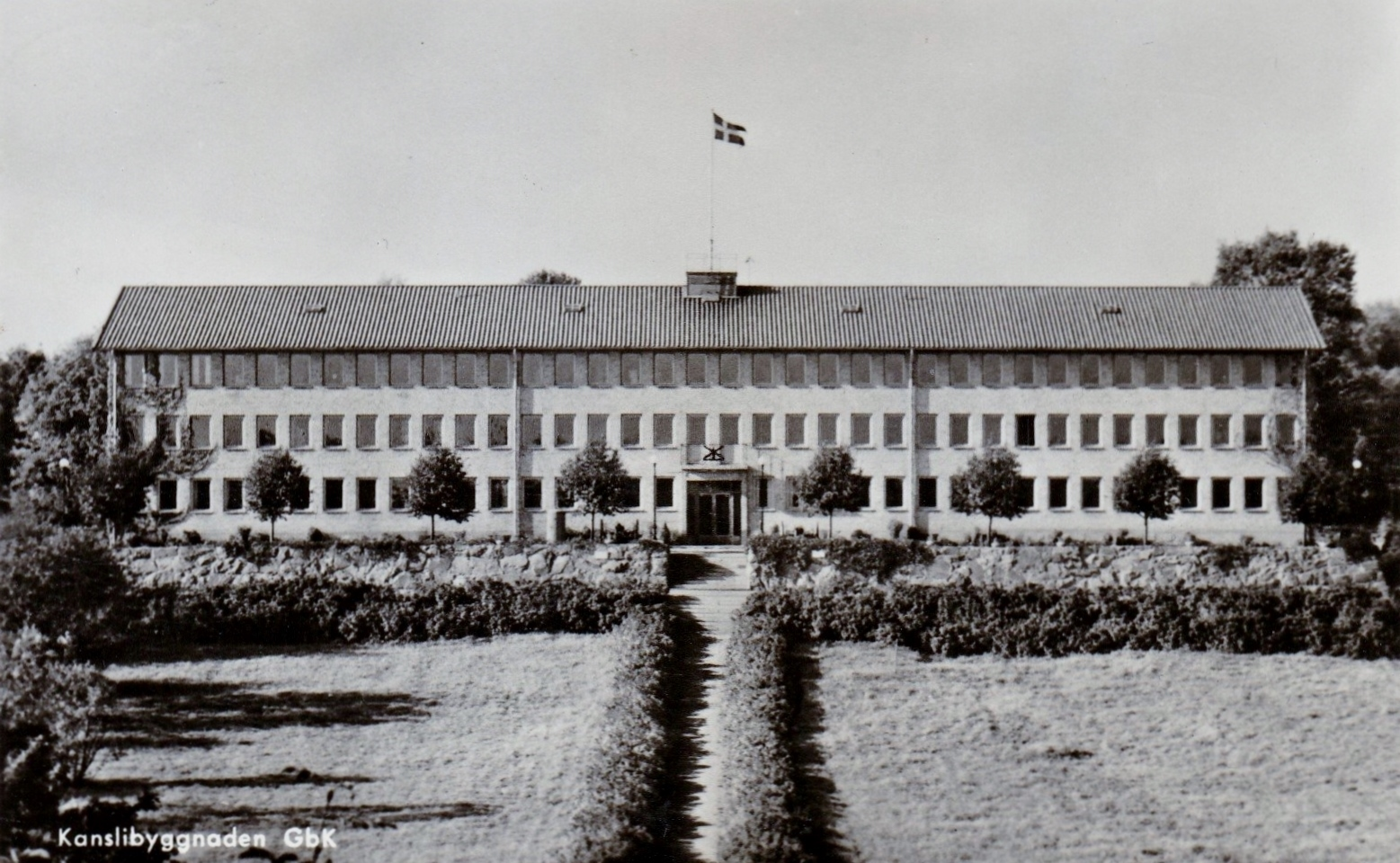
Kanslibyggnaden i Göteborg.
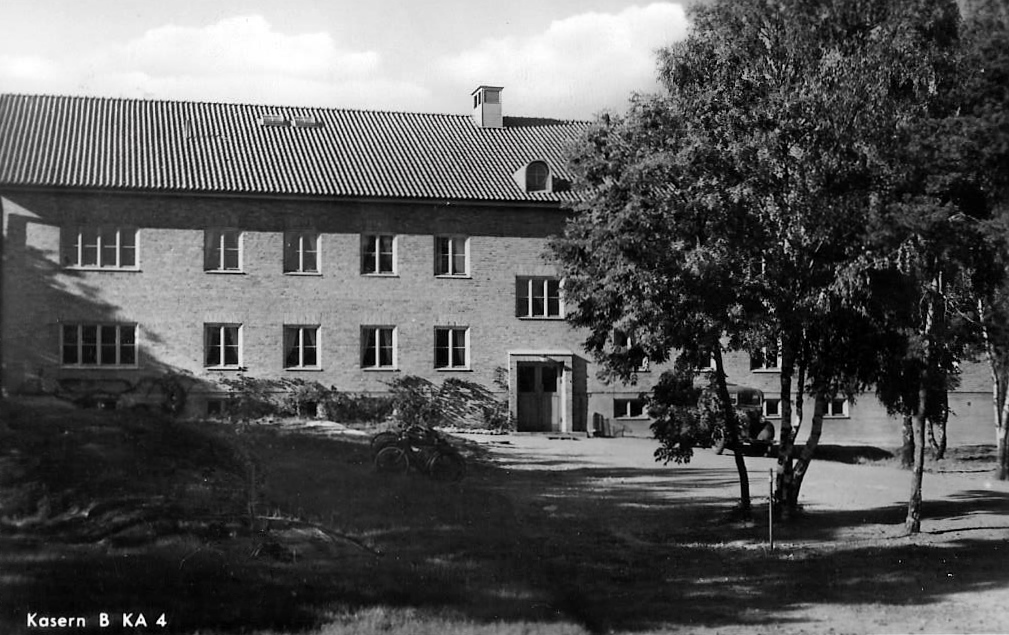
Kasern i Göteborg.
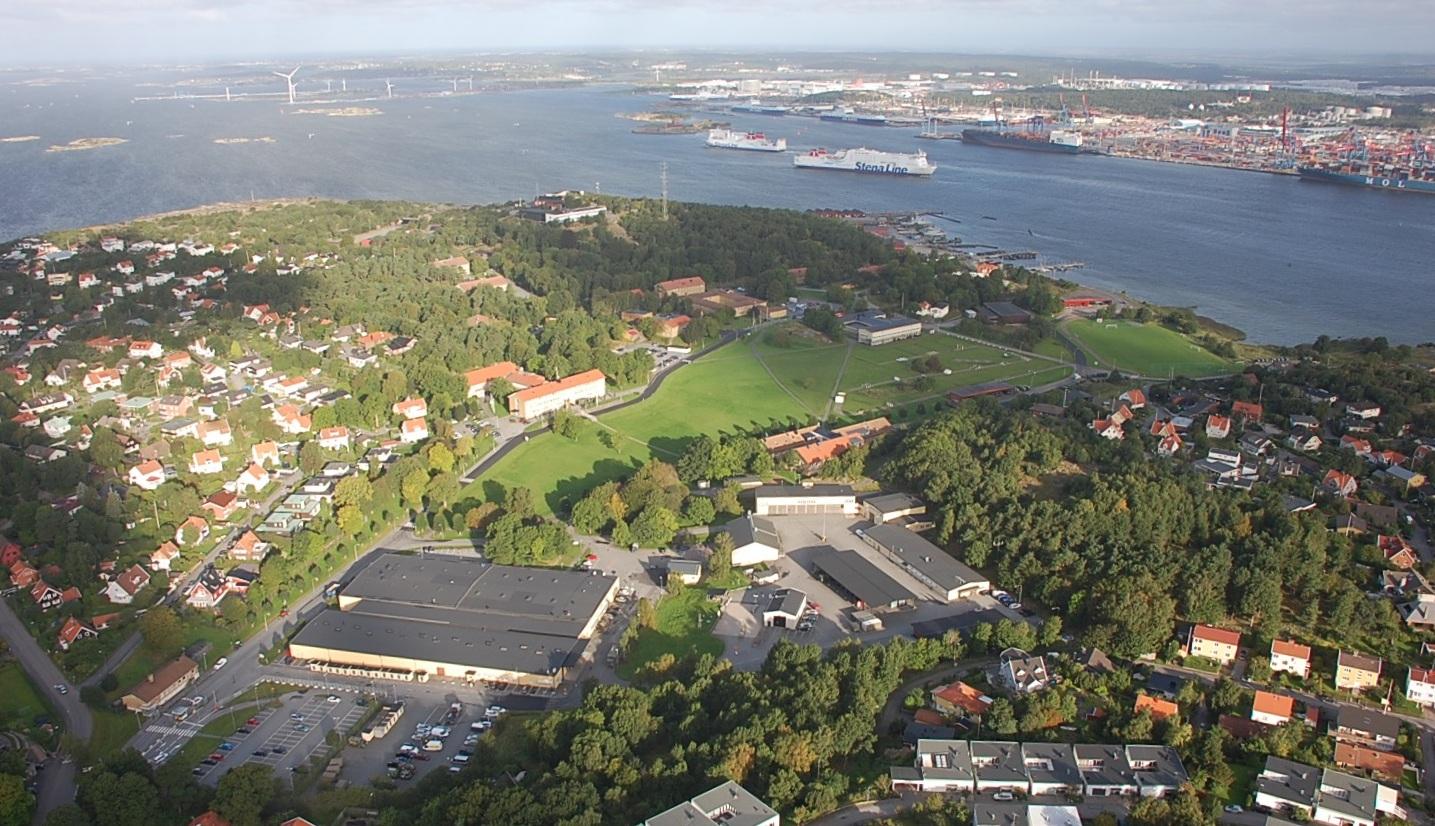
Flygbild över Göteborgs garnison.
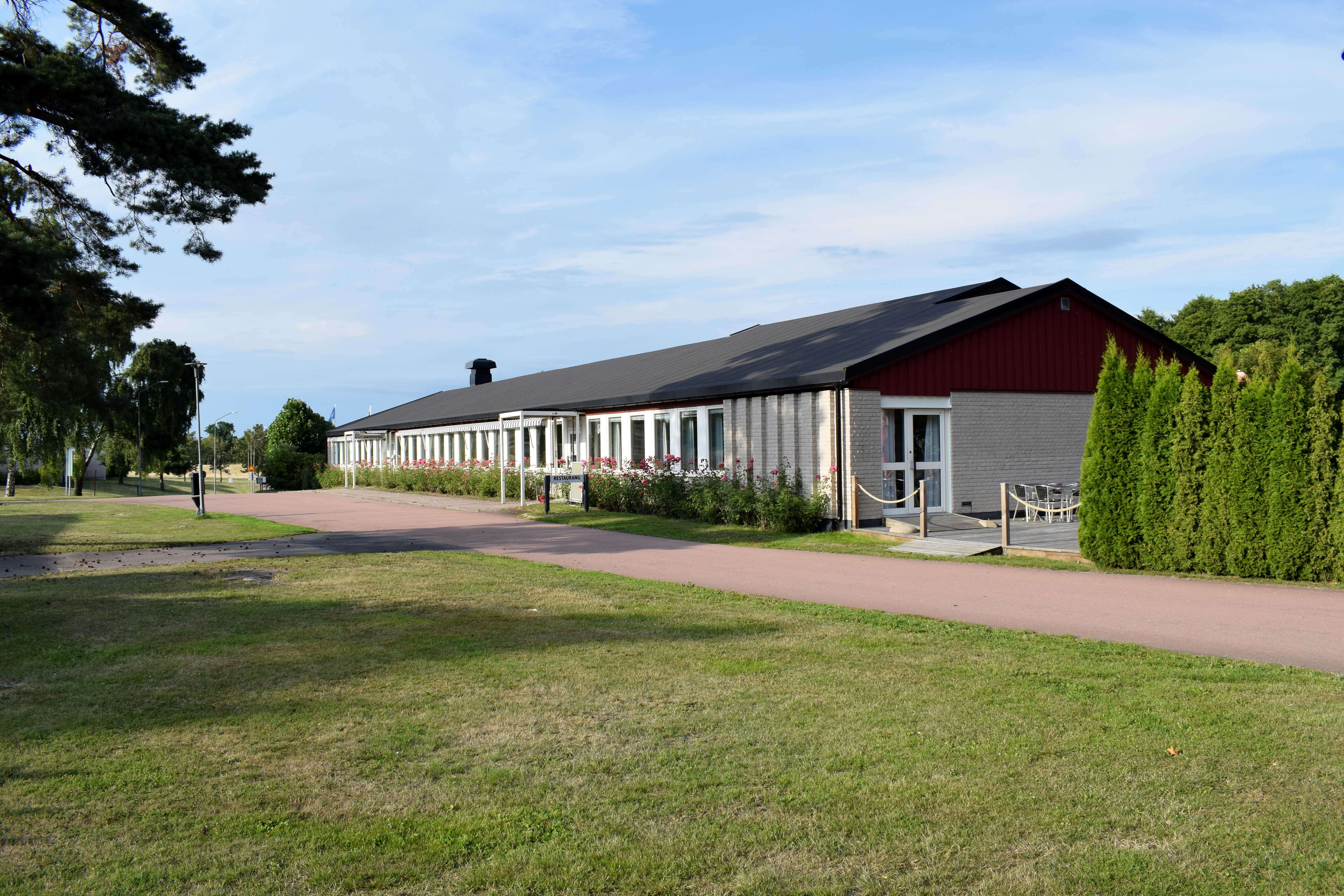
Försvarsmedicincentrum före detta kasernetablissement i Hammarö.
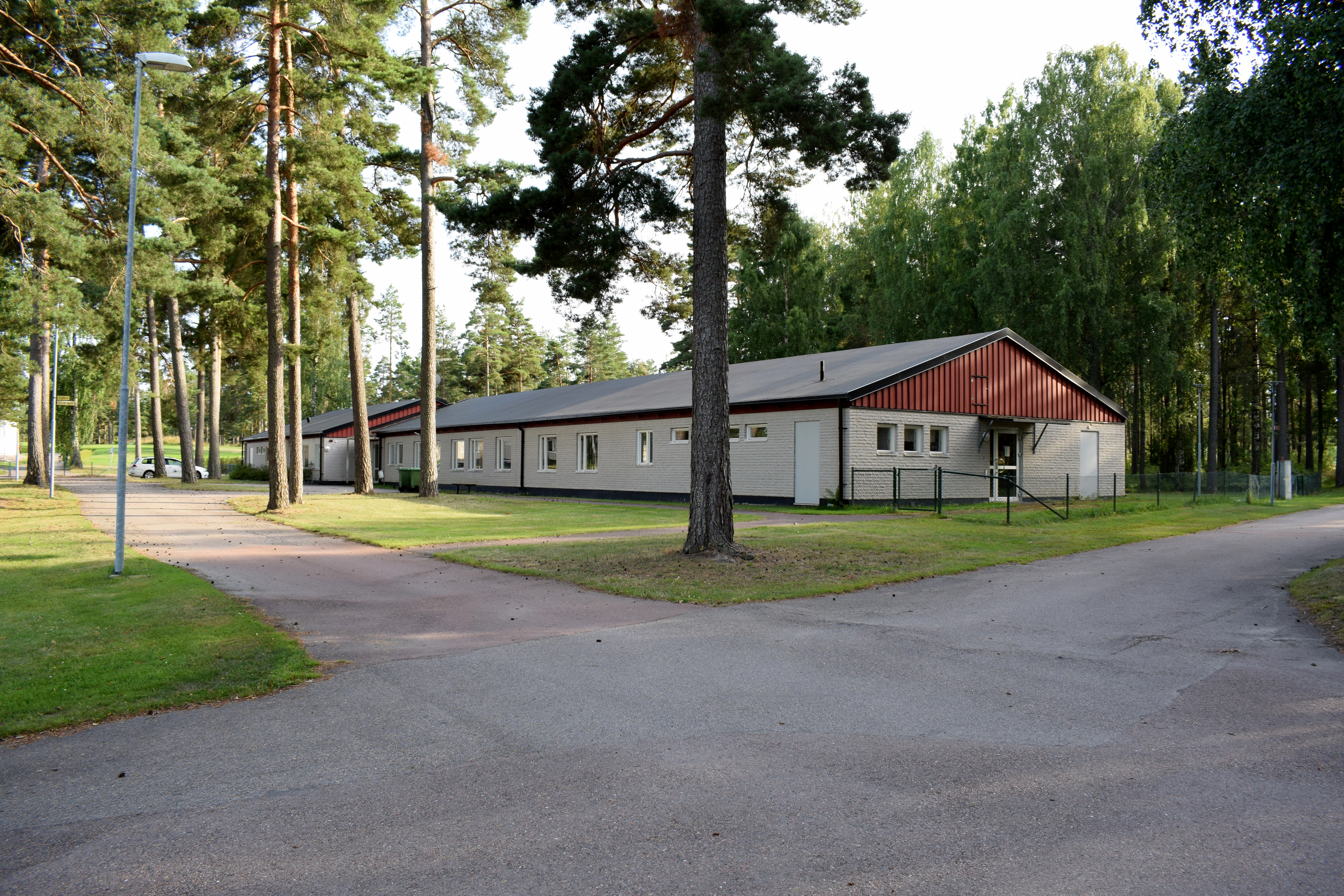
Försvarsmedicincentrum före detta kasernetablissement i Hammarö.
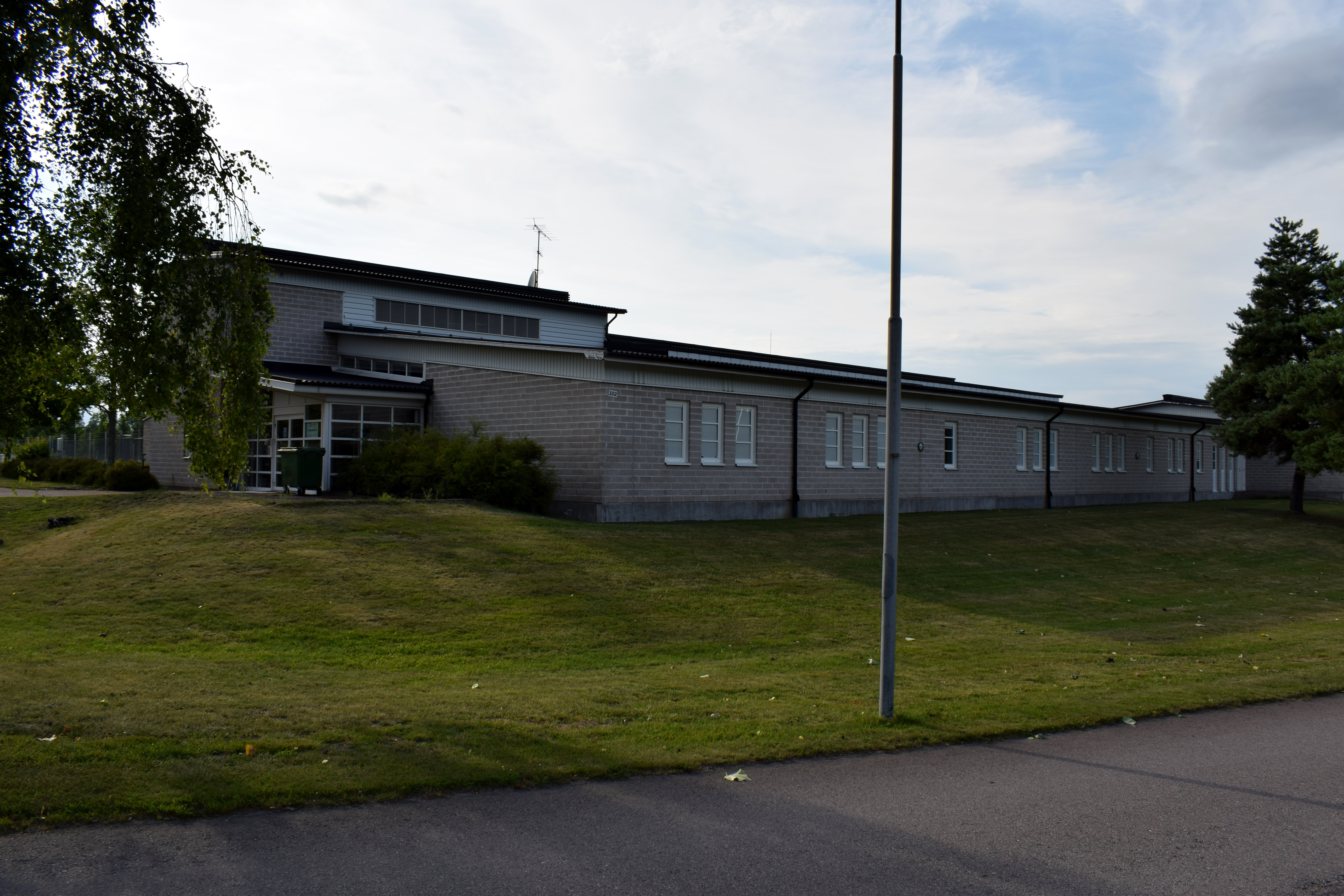
Försvarsmedicincentrum före detta kasernetablissement i Hammarö.
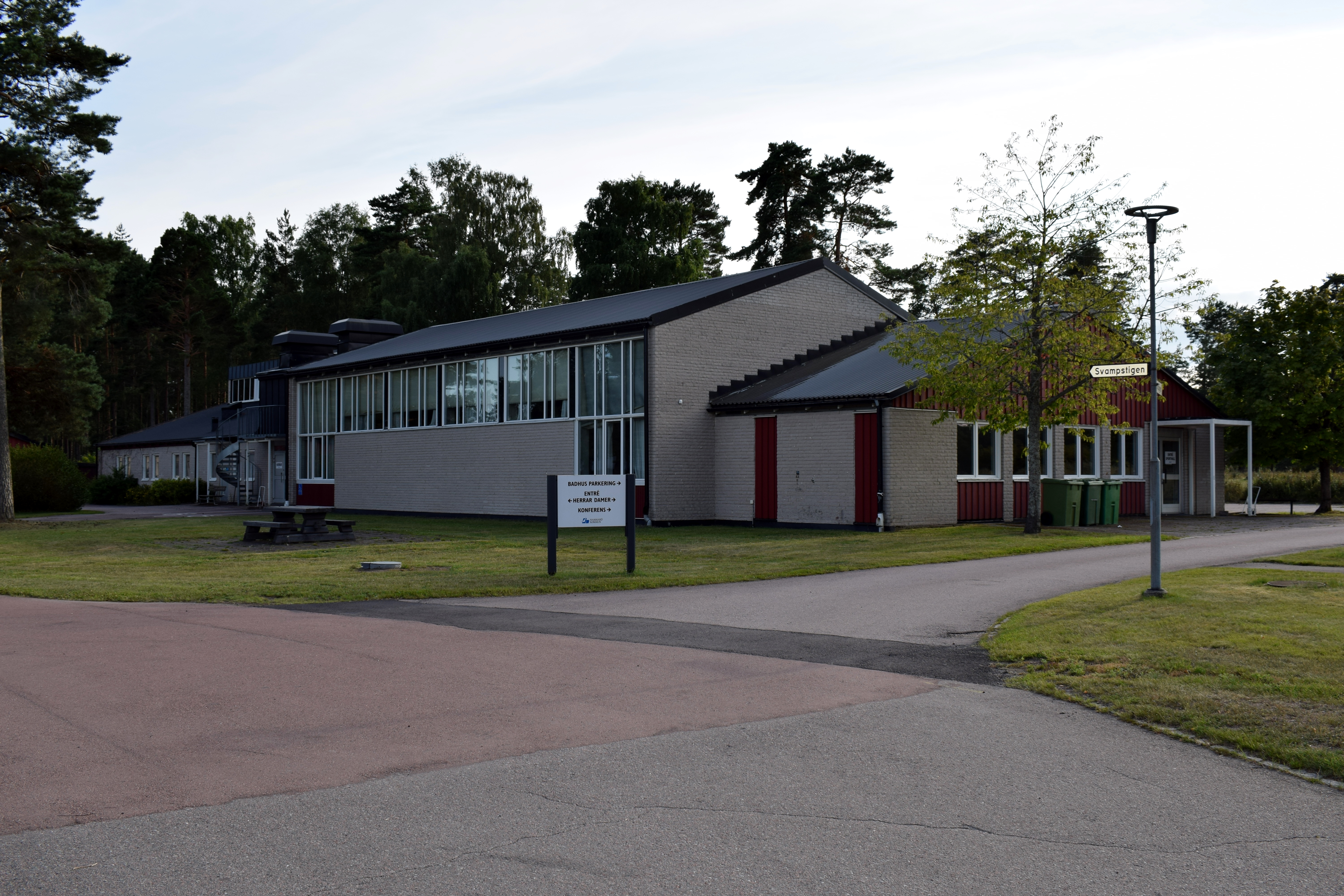
Försvarsmedicincentrum före detta kasernetablissement i Hammarö.